# Fabiola Zavarce
Fabiola Zavarce (Barquisimeto, Estado Lara, 30 de septiembre de 1971) es una activista venezolana. En 2019 fue designada por la Asamblea Nacional como embajadora de Venezuela en Panamá.

## Carrera
Zavarce es ingeniera civil de profesión, la Universidad Rafael Urdaneta del estado Zulia en 1994, es especialista en el diseño y construcción de interiores, y desde 2012 es magíster en administración de empresas de la Universidad Intercontinental Americana en Estados Unidos. También ha cursado estudios de diplomado en gerencia y políticas públicas.
Es fundadora del partido Primero Justicia en Zulia, y entre 2002 a 2010 fue lideresa comunitaria programa de finanzas y justicia familiar. Entre 2010 y 2014 participó en el Comité de la Unidad para la organización de las elecciones presidenciales de Venezuela en Houston, y es fundadora de la organización No gubernamental “Bienestar para crecer en Texas”. También es cofundadora de la fundación “Activados Panamá”, creada en 2018 para apoyar en el proceso de migración de venezolanos vulnerables en Panamá; para 2019 la fundación había ayudado a más e 750 personas.
Durante la crisis presidencial de Venezuela, el 29 de enero de 2019, fue designada por la Asamblea Nacional como embajadora de Venezuela en Panamá. Entre otros esfuerzos durante su gestión, Zavarce se ha concentrado en la atención en el proceso de regularización de migrantes venezolanos en Panamá; un decreto presidencial ha permitido el reconocimiento de pasaportes vencidos y la certificación de licencias que para septiembre de 2019 había beneficiado a más de 11 000 venezonalos. Después de la elección del presidente Laurentino Cortizo en los comicios presidenciales de 2019, el 4 de febrero de 2021 Panamá retiró las credenciales diplomáticas de Zavarce.